# Principado de Balatão

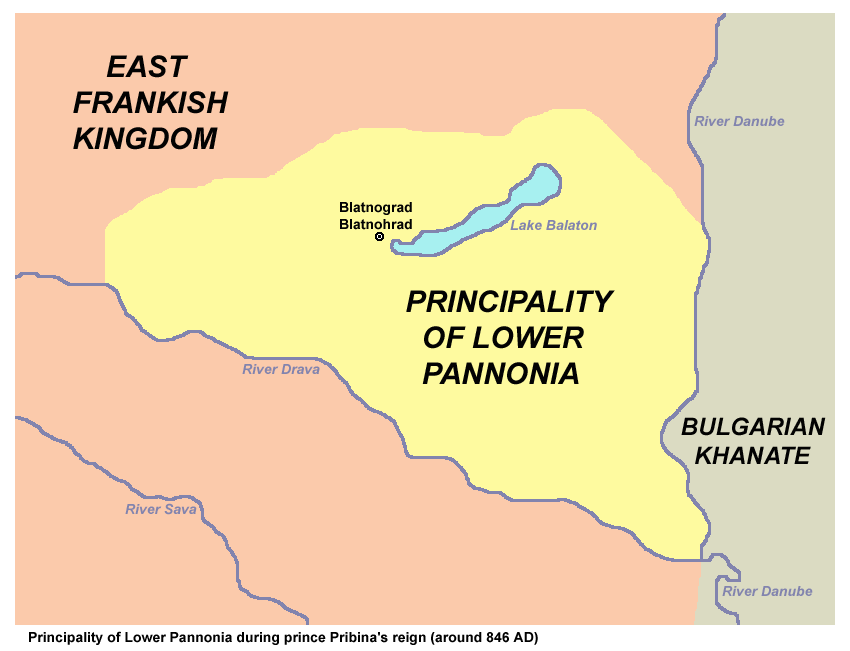
Mapa da parte principal do Principado de Balatão

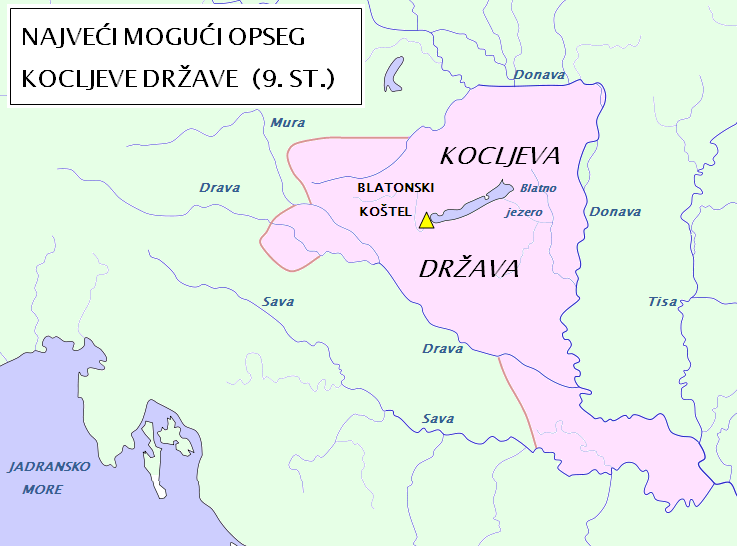

O Principado de Balatão (também chamado Principado da Baixa Panônia ou Transdanubiano, em eslovaco: Blatenské kniežatstvo, em búlgaro: Blatensko Knezevstvo) (839/840-876) foi um principado eslavo (Ducado) localizado na parte ocidental da planície panoniana, entre os rios Danúbio a leste, Drava e Mura ao sul, Rába a oeste e provavelmente o lago Balaton ao norte. 
O principado foi um dos diversos Estados eslavos e grupos ligando as áreas habitadas por Eslavos antes que fossem divididos em Eslavos do norte e do sul pela conquista dos Francos, a chegada dos Magiares à Panônia, e mais tarde pela expansão dos Romenos.